# Chris Wiggins
Chris Wiggins (13 de enero de 1931 - 19 de febrero de 2017) fue un actor de doblaje inglés. 
Comenzó como un banquero en su país de origen antes de iniciar su carrera como actor en Canadá, donde se trasladó en 1952. Wiggins es conocido por su papel como "Jack Marshak", en la serie de horror Friday the 13th: The Series, y que se desarrolló de 1987 a 1990. Otro papel muy conocido del actor fue de Johann Robinson en Swiss Family Robinson. 
Ganó un Canadian Film Award por su papel en The Best Damn Fiddler from Calabogie to Kaladar. Wiggins también ha desempeñado una gran carrera como actor de doblaje en películas como The Marvel Super Heroes y Rocket Robin Hood.

## Filmografía
- The United States Steel Hour 1954-1963
- General Motors Presents 1954-1961
- Hawkeye and the Last of the Mohicans 1957
- R.C.M.P. 1959 - 1960
- The Unforeseen 1960
- Playdate 1961
- William Lyon Mackenzie: A Friend to His Country 1961
- Vacation Time 1962 - 1968
- The Forest Rangers 1963 - 1966
- Moment of Truth 1964
- Captain America 1966
- El poderoso Thor 1966
- The Marvel Super Heroes 1966 - 1969
- Meteoro Robin Hood 1966 - 1969
- Wojeck 1966 - 1968
- Julius Caesar 1966
- Once Upon a Prime Time 1966
- Hatch's Mill 1967
- Spiderman 1967 - 1970
- The Best Damn Fiddler from Calabogie to Kaladar 1969
- Adventures in Rainbow Country 1969
- King of the Grizzlies 1970
- Paul Bernard, Psychiatrist 1971 - 1972
- Follow the North Star 1972
- Tom Sawyer 1973
- The Neptune Factor 1973
- The National Dream: Building the Impossible Railway 1974
- The Swiss Family Robinson 1976
- A Cosmic Christmas 1977
- Welcome to Blood City 1977
- Why Shoot the Teacher? 1977
- High-Ballin' 1978
- The Devil and Daniel Mouse 1978
- Voice of the Fugutive 1978
- Two Solitudes 1978
- Johnny Chase: Secret Agent of Space 1978 - 1981
- The Littlest Hobo 1979 - 1985
- Asesinato por decreto 1979
- Fish Hawk 1979
- An American Christmas Carol 1979
- Intergalactic Thanksgiving 1979
- Riel 1979
- Easter Fever 1980
- Virus 1980
- The Courage of Kavik, the Wolf Dog 1980
- Billy Goat's Bluff 1981
- Escape from Iran: The Canadian Caper 1981
- Titans 1981-1982
- Hangin' In 1981 - 1987
- The Edison Twins 1982 - 1986
- Faerie Tale Theatre 1982 - 1987
- Shocktrauma 1982
- Mazes and Monsters 1982
- Strawberry Shortcake: Housewarming Surprise 1983
- Rock & Rule 1983
- Cook & Peary: The Race to the Pole 1983
- A Case of Libel 1983
- The Bay Boy 1984
- Strawberry Shortcake Meets the Berrykins 1984
- Strawberry Shortcake and the Baby Without a Name 1984
- Jimmy Valentine 1985
- Star Wars: Ewoks 1985 - 1986
- Star Wars: Droids 1985 - 1986
- Night Heat 1985 - 1989
- Care Bears 1985
- Care Bears Movie II: A New Generation 1986
- Barnum 1986
- Spearfield's Daughter 1986
- Adderly 1986 - 1989
- Street Legal 1987 - 1994
- Ford: The Man and the Machine 1987
- The Liberators 1987
- Mariah 1987
- Dinoplativolos 1987 - 1988
- Friday the 13th: The Series 1987 - 1990
- ALF: The Animated Series 1987 - 1988
- ALF Tales 1988 - 1989
- Babar 1989 - 1991
- Babar: the movie 1989
- Counterstrike 1990 - 1993
- Road to Avonlea 1990 - 1996
- Maniac Mansion 1990 - 1993
- Rupert 1991 - 1997
- Married to It 1991
- Sweating Bullets 1991 - 1993
- Mark Twain and Me 1991
- By Way Of The Stars 1992
- A Cry in the Night 1992
- Tales from the Cryptkeeper 1993 - 1994
- The Busy World of Richard Scarry 1993 - 1996
- Kung Fu: The Legend Continues 1993 - 1997
- RoboCop: The Series 1994 - 1995
- Hello Kitty and Friends 1994 - 1996
- Sailor Moon 1995 - 2000
- Little Bear 1995 - 2000
- The Neverending Story 1995 - 1996
- Ultraforce 1995
- Butterbox Babies 1995
- Black Fox 1995
- Black Fox: The Prince of Peace 1995
- Voices 1995
- Sins of Silence 1996
- Windsor Protocol 1996
- Fast Track 1997 - 1998
- Pippi Longstocking 1997-1999
- Franklin 1997 - 2004
- Earth: Final Conflict 1997 - 2002
- Birdz 1998 - 1999
- Mythic Warriors: Guardians of the Legend 1998 - 1999
- The Defenders: Taking the First 1998
- Thunder Point 1998
- Evidence of Blood 1998
- Redwall 1999 - 2001
- Babar: King of the Elephants 1999
- Pecola 2001 - 2002
- Franklin's Magic Christmas 2001
- The Snowman Who Saved Summer 2002
- The Piano Man's Daughter 2003
- ReGenesis 2004–presente
- Our Fathers 2005
- Cuatro minutos 2006
- Babar and the Adventures of Badou 2010